# أنتوني رانييري
أنتوني رانييري (بالفرنسية: Antony Ranieri)‏ (21 يونيو 1997 بنيس في فرنسا - ) هو لاعب كرة قدم فرنسي في مركز الهجوم. لعب مع نادي نيس.

## روابط خارجية
- أنتوني رانييري على موقع قاعدة بيانات كرة القدم.إي يو (الإنجليزية)
- أنتوني رانييري على موقع Soccerway.com (الإنجليزية)
- أنتوني رانييري على موقع AS.com (الإسبانية)